# Oques Grasses
Oques Grasses és un grup de música català format el 2010 a la comarca d'Osona. El seu estil musical és eclèctic tot i que s'emmarca principalment en el pop. El grup ha tingut un gran èxit des del seu naixement, realitzant un gran nombre de concerts, amb gran afluència de públic, tant arreu del país, amb actuacions al Canet Rock o exercint de grup inaugural al Festival Grec el 2015, com en concerts a l'estranger.

## Trajectòria
Oques Grasses es va formar l'any 2010 però no es va donar a conèixer al gran públic fins a l'autoedició del seu primer àlbum, Un dia no sé com, el 2012. El disc es va poder descarregar gratuïtament al seu web oficial i es va presentar de forma oficial en un concert el 16 de març del 2013 a la Sala Moscou de Torelló, amb les col·laboracions d'Ernest Crusats, cantant de La Iaia, Arnau Tordera, d'Obeses, i Ferran i Ricard de Strombers.
El seu segon disc, Digue-n'hi com vulguis (2014), es va publicar amb el segell discogràfic Chesapik, en el qual va mantenir el seu particular estil reggae en cinc de les cançons. Gràcies a aquest treball, Oques Grasses va aconseguir guanyar el Premi Enderrock al grup revelació, atorgat per votació popular. El mes de juny el grup va actuar al Summer Fest de Milwaukee i al Summer Stage Festival al Central Park de Nova York,. Així mateix, la cançó «Així és el teu Nadal» va ser escollida com a cançó de Nadal de TV3 i Catalunya Ràdio el mateix any. El 26 de març de 2015 va recollir el premi Enderrock a millor videoclip per «Sexy», després de rebre cinc nominacions als premis.
El seu tercer disc You Poni va arribar el maig de 2016, presentat a la Sala Salamandra, produït per Marc Parrot i editat per Beverly Hills Records. Inclou sons jamaicans, tropicals i funk en un còctel mestís genuí passat pel sedàs de l'imaginari surrealista del cantant i guitarrista Josep Montero falta citació.
El quart disc, Fans del sol, que conté cançons com «In the night», es va publicar al febrer 2019 amb Halley Records. En aquest àlbum d'estudi destaca la qualitat de la interpretació musical, la personalitat i la imaginació desbordant. S'hi troba una combinació eclèctica de diferents ritmes i sonoritats: funk, dance, hip-hop, elements de folk, reggae i trap. A l'inici de 2020 Oques Grasses va ser guardonat als Premis Enderrock amb el premi al millor disc de pop-rock per votació popular, i el premi de la crítica al millor artista. El grup va rebre un Disc d'Or per les més de 20.000 unitats venudes de Fans del Sol, un Disc de Platí per les més de 40.000 unitats digitals venudes de la cançó «In the night» i un altre Disc d'Or per les més de 20.000 unitats digitals venudes de la cançó «Sta guai».
El 2021 es va publicar el seu cinquè disc, titulat A tope amb la vida i concebut a una masia de Muntanyola, del qual el 30 d'abril van avançar el senzill «Bye bye» i que compta amb les col·laboracions dels músics Rita Payès, Stay Homas, Santa Salut i Doble.
El 28 de gener de 2023, com a culminació de la gira de desè aniversari amb motiu de la publicació del seu primer disc, el grup va actuar en solitari al Palau Sant Jordi de Barcelona, on van aconseguir un ple absolut amb 18.400 assistents i el rècord d'assistència a l'espai. Malgrat que s'especulava amb la possibilitat que el grup es dissoldria, Oques Grasses va anunciar durant el concert que faria una aturada el 2023 per a publicar un àlbum nou l'any següent.

## Estil
El seu estil musical és variat; de fet, en el seu primer disc no tenien una gran definició, sinó que apostaven per deixar de banda les etiquetes i desconcertar el públic, amb el qual connecten durant les seves actuacions en directe. Afirmaven que fan «reggae a la casolana», i als seus inicis s'enquadraven sobretot en aquest gènere, amb tocs de música pop, que s'ha fet especialment present en els seus altres discs. Altrament, afirmen que fan «música porno [...]», perquè en les seves actuacions acostumen a treure's la samarreta, i «música amb gas», amb tocs efervescents, de la qual destaca la cançó «Cul». Les seves cançons, afirmen, acostumen a crear-les d'una manera ben senzilla, amb fets i successos de la seva vida quotidiana. Hi expliquen les seves vivències, com si parlessin amb un amic.

## Membres
Oques Grasses està format per set membres, la majoria dels quals han estudiat a l'Escola Superior de Música de Catalunya, tret del cantant, Josep Montero, i del baixista, Guillem Realp. Montero, l'antic bateria del grup Nothimatis, va començar a compondre cançons i a oferir concerts improvisats, primer en solitari i després amb diversos músics osonencs, per exemple, Àlex Pujols, Miquel Portet o Arnau Tordera, entre d'altres. Aquestes alternances entre músics de la comarca es van produir durant el 2010. Això va servir per materialitzar l'embrió del grup, que no es va constituir definitivament fins a la incorporació de Guillem Realp, Joan Borràs i Arnau Altimir. Posteriorment, s'hi unirien la resta de músics. Segons Montero, «són gent que tenen molts estudis, però que, alhora, han sabut sortir de tota la part més tècnica i han entrat en la part de creativitat».

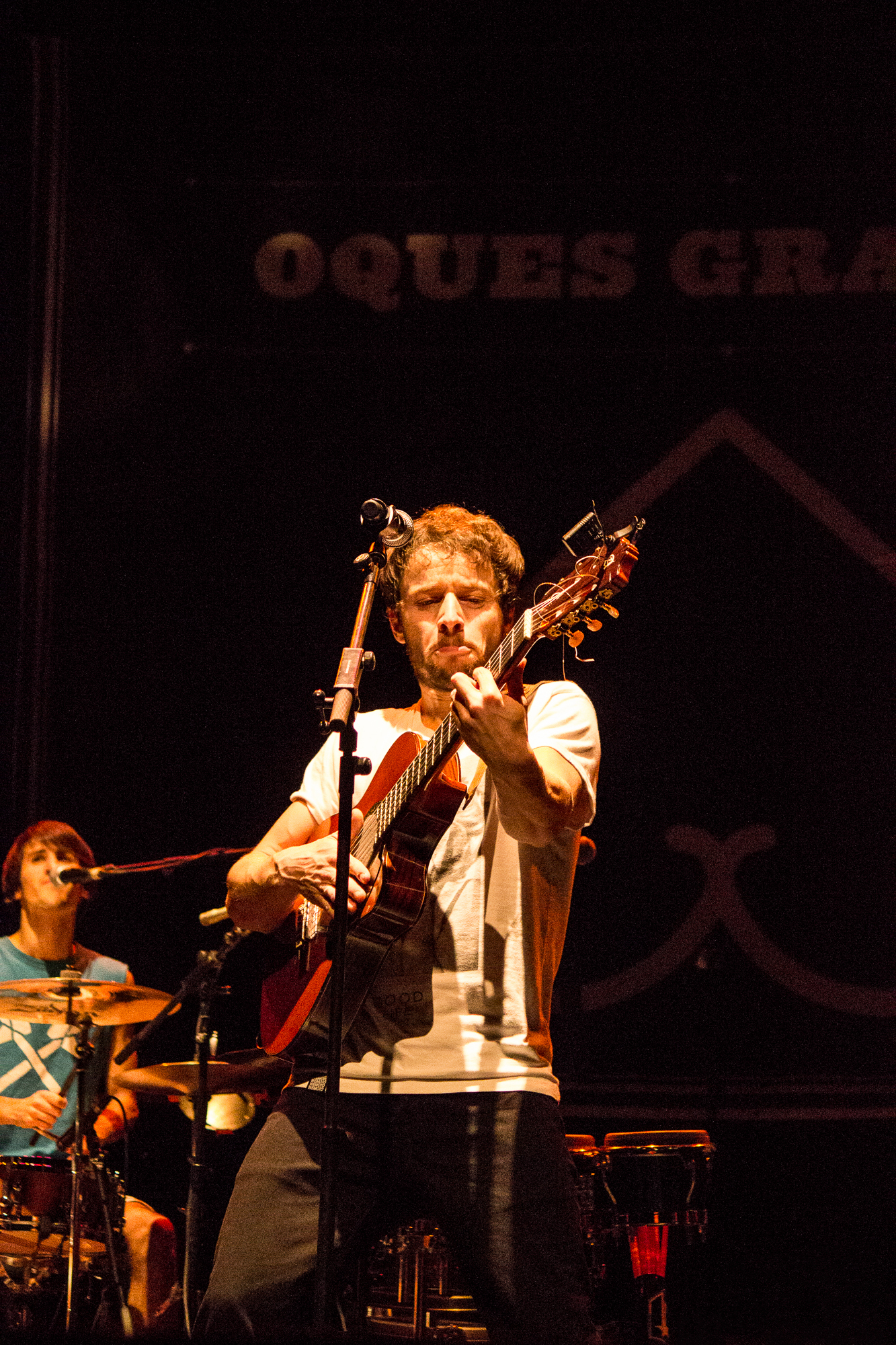
Josep Montero - Veu i guitarra
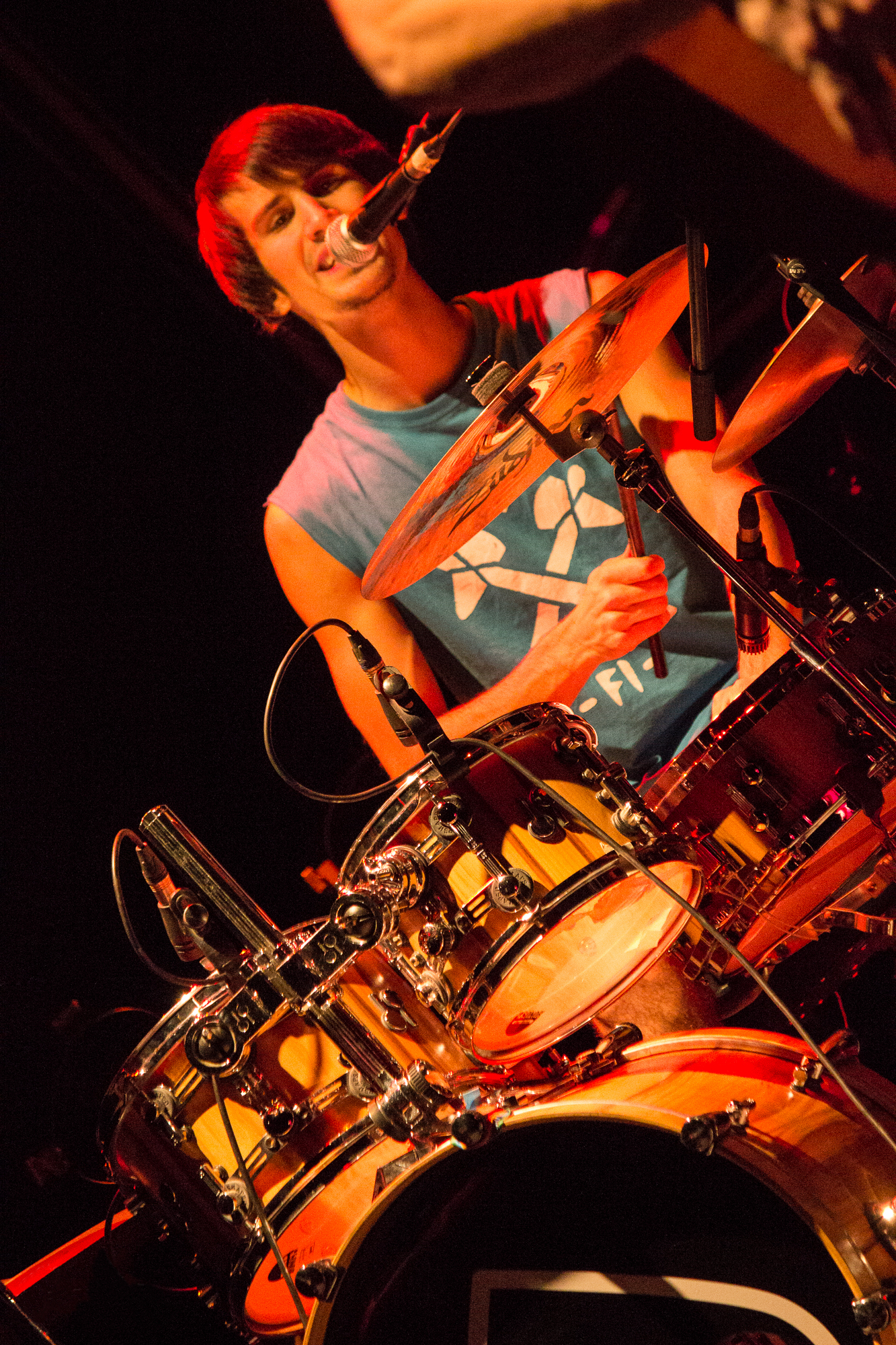
Arnau Altimir - Bateria
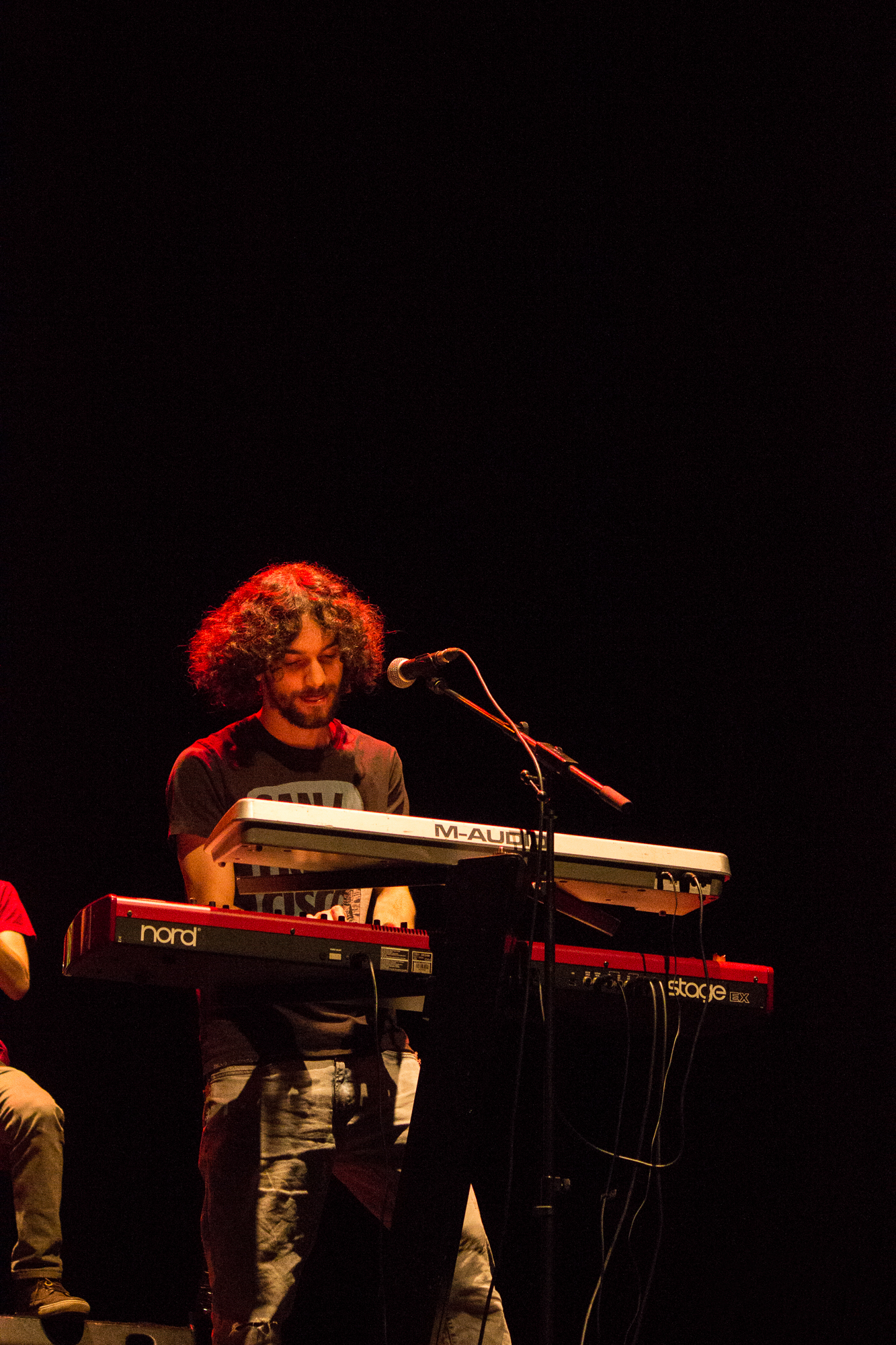
Joan Borràs - Teclats
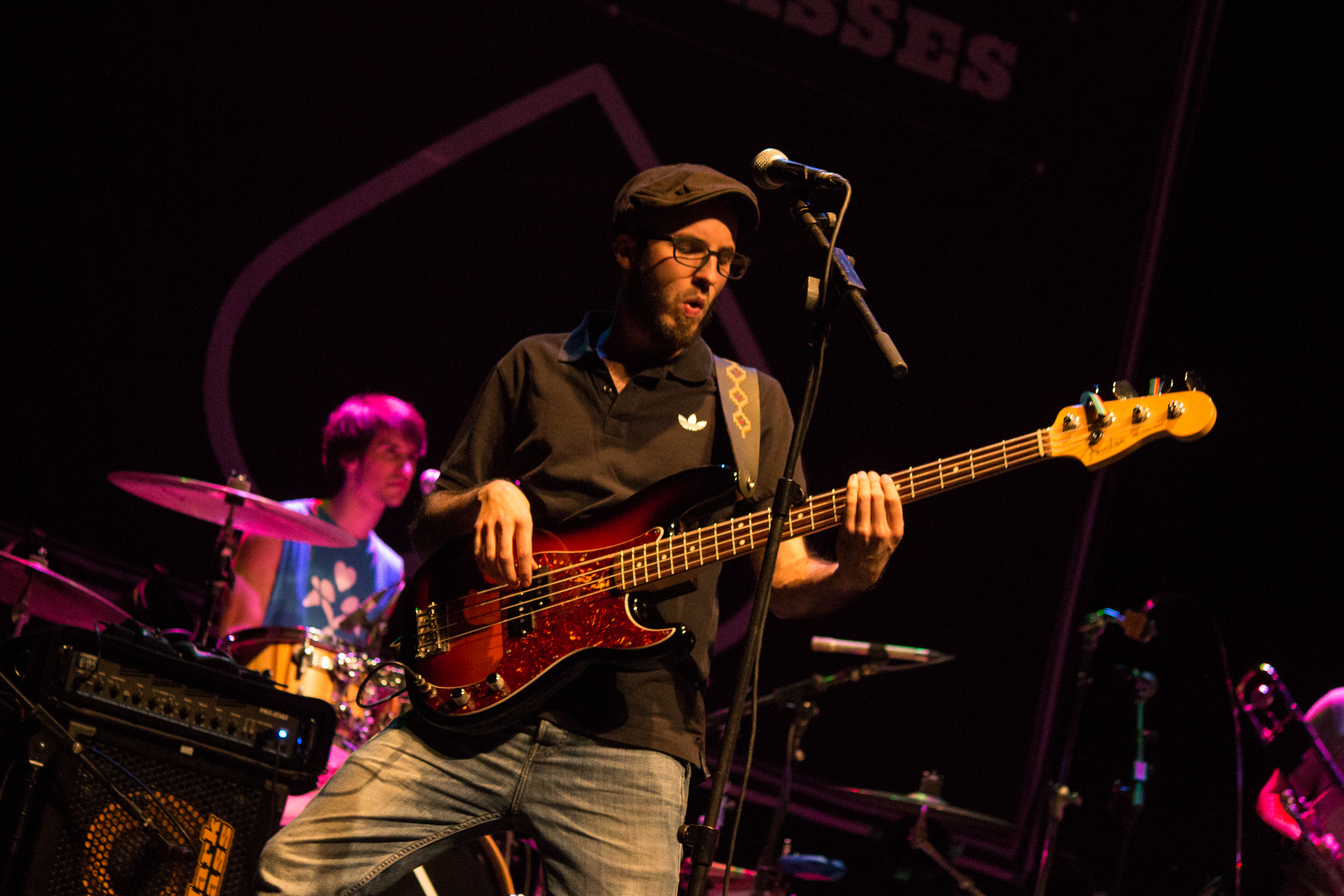
Guillem Realp - Baix
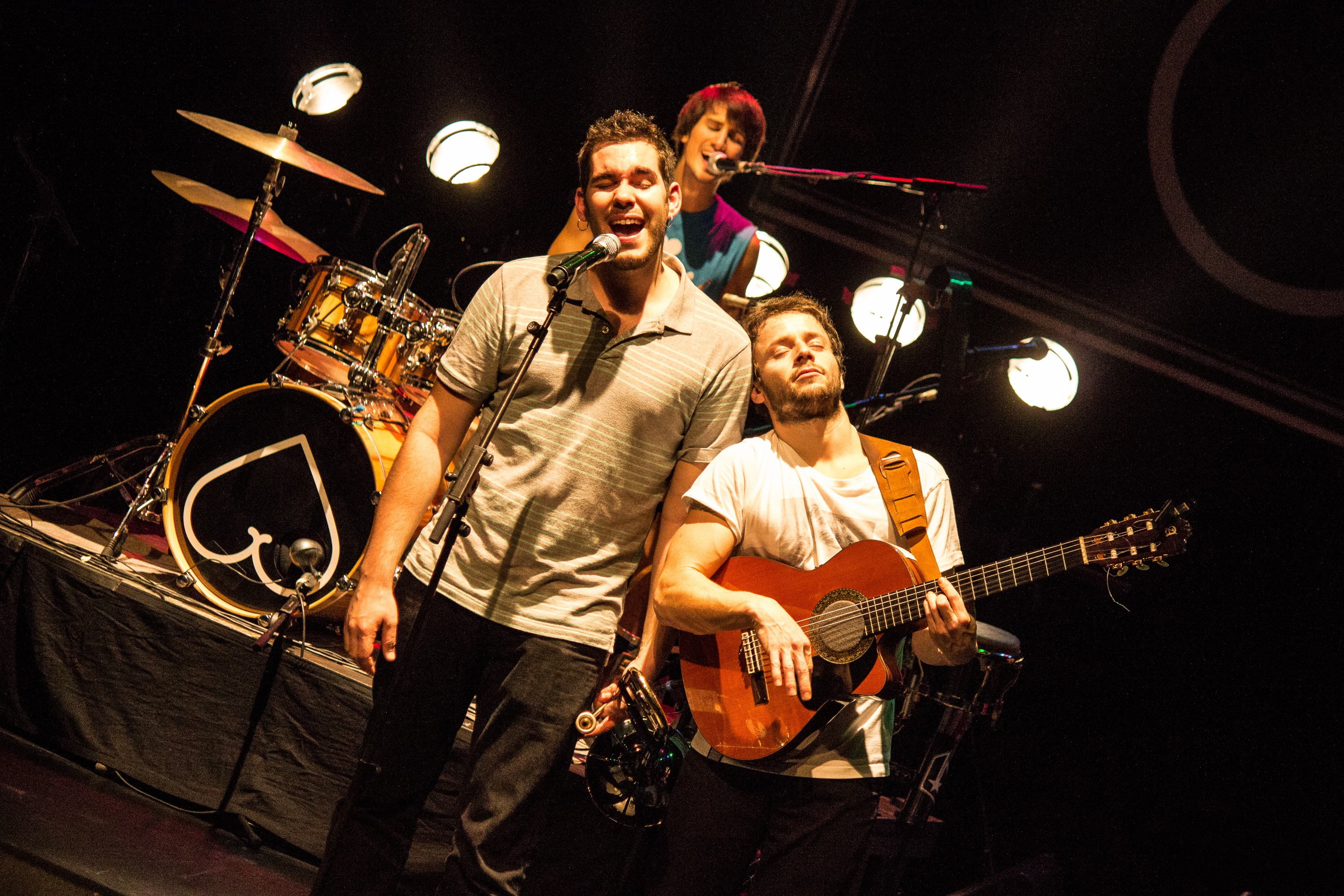
Miquel Biarnés - Trombó
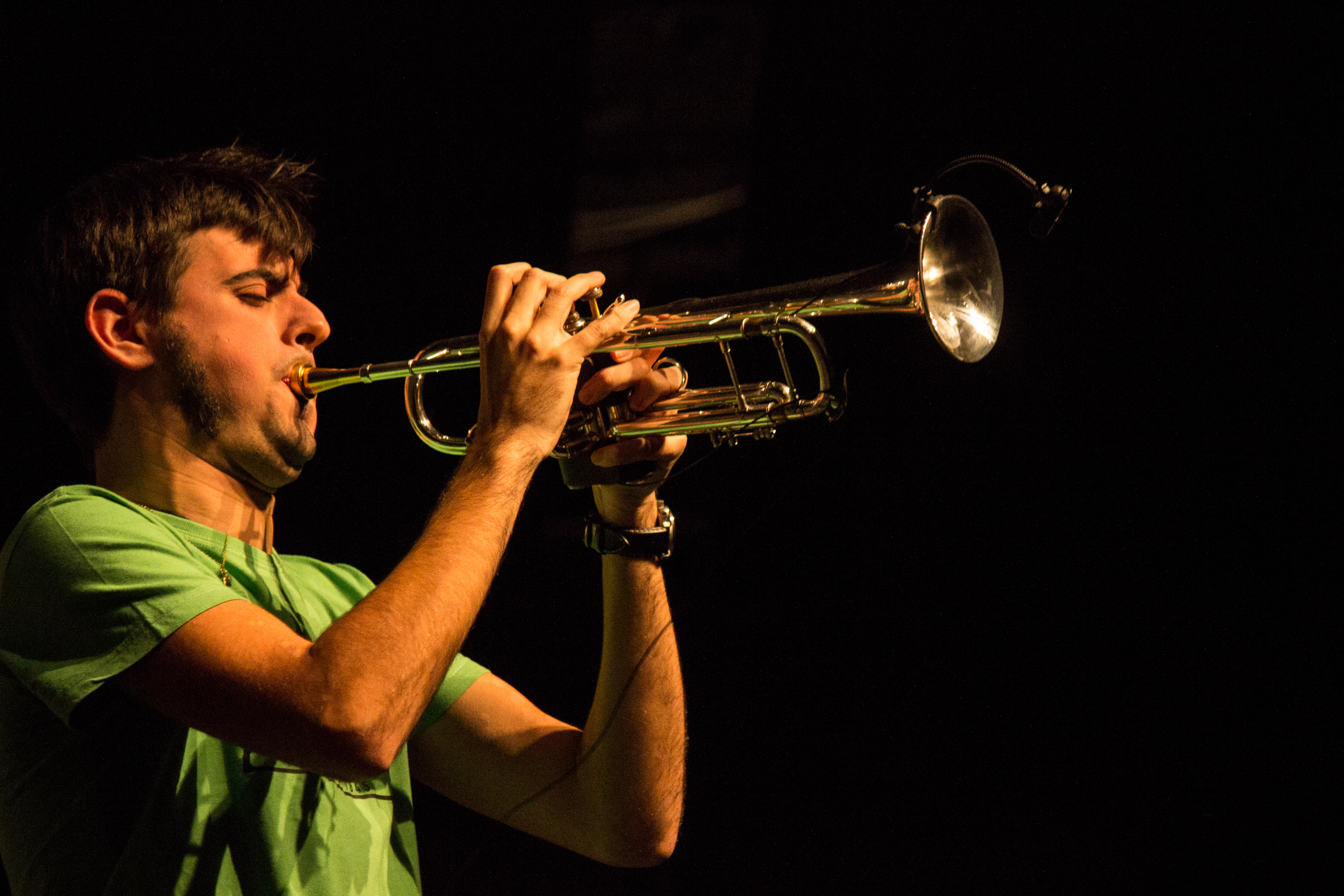
Miquel Rojo - Trompeta
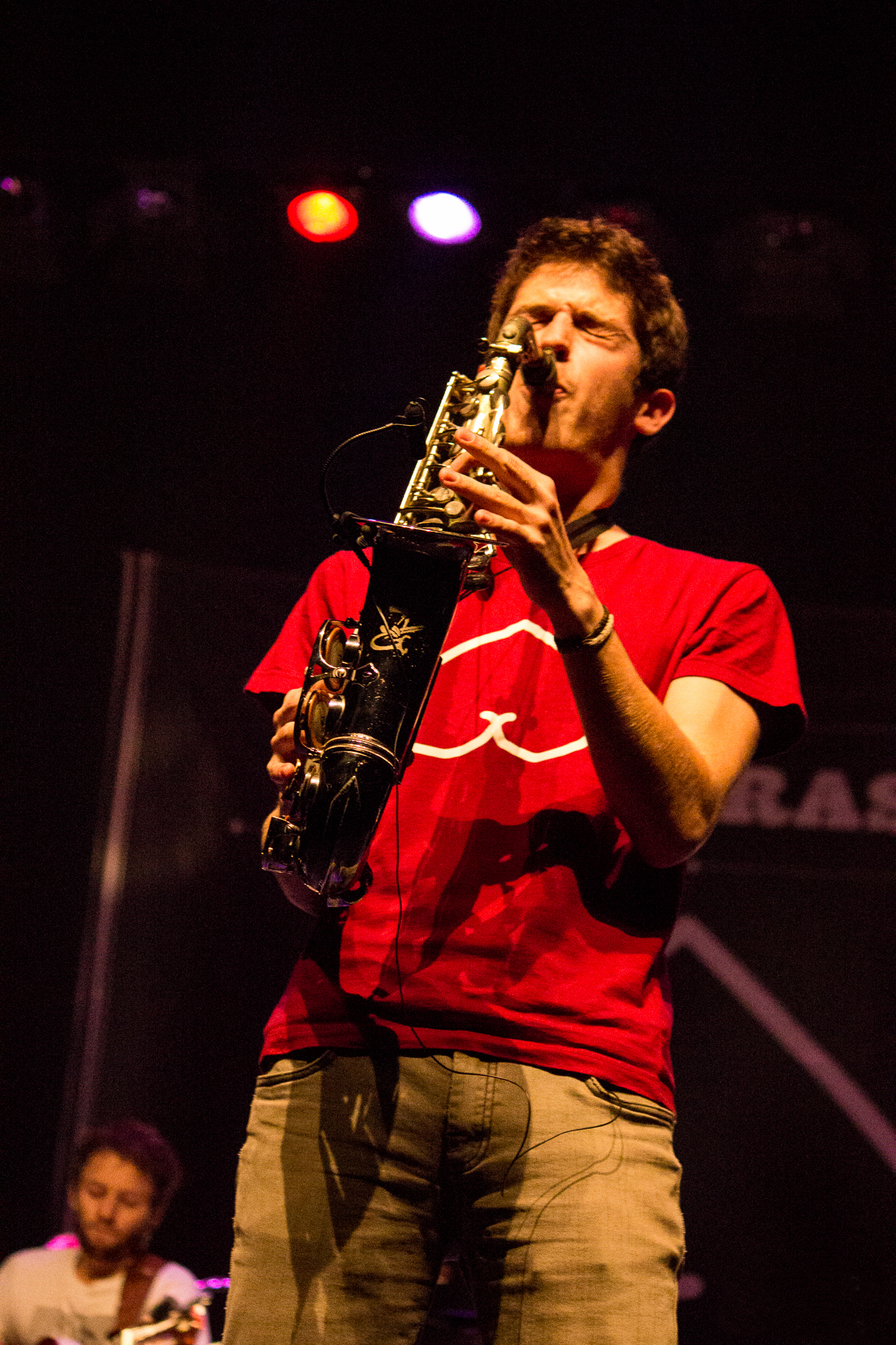
Josep Valldeneu - Saxo

## Discografia
- Un dia no sé com (2012)
- Digue-n'hi com vulguis (2014)
- You Poni (2016)
- Fans del sol (2019)
- A tope amb la vida (2021)
- Fruit del Deliri (2024)